# Leopold Schlik zu Bassano und Weißkirchen
Leopold Anton Joseph Schlik zu Bassano und Weißkirchen (también Schlick o Šlik, Ostrov, 10 de junio de 1663-Praga, 10 de abril de 1723) fue un generalkriegskommissar y feldmarschall del ejército Imperial, embajador y canciller de la corte de Bohemia durante la Guerra de sucesión española.

## Biografía

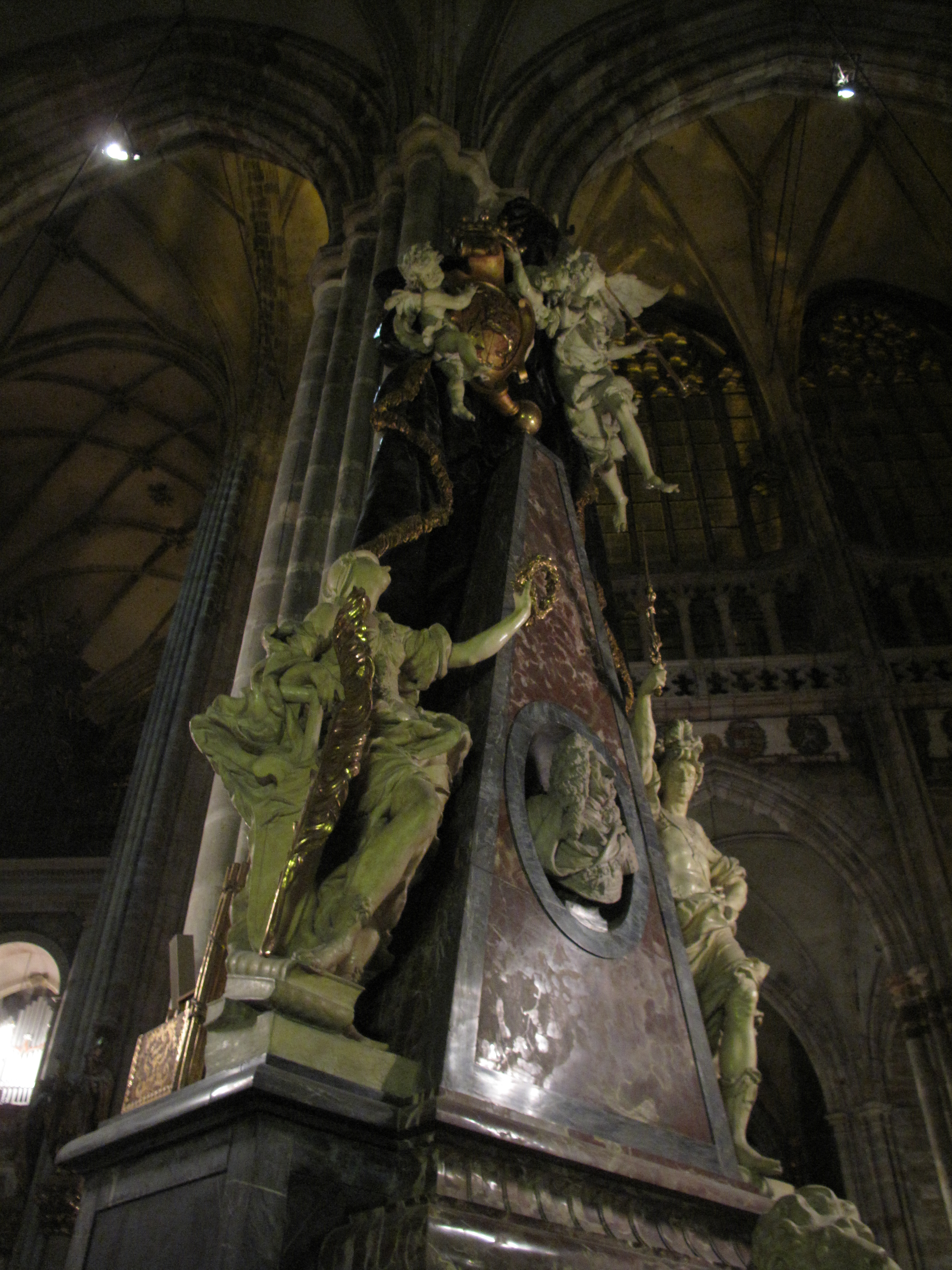
Tumba de Schlik, obra de František Maxmilián Kaňka, en la catedral de San Vito de Praga.

Pertenecía a la familia noble Schlik. Se casó en segundo matrimonio con Maria Josepha Wratislaw, una hermana de Johann Wenzel Wratislaw von Mitrowitz. Uno de sus antepasados fue Heinrich Schlick zu Passaun und Weißkirchen, presidente del Hofkriegsrat de 1644 a 1648. Desde principios de octubre de 1698 hasta el 26 de enero de 1699, el general de división Šlik y Wolfgang von Oettingen-Wallerstein representaron al emperador Leopoldo I en las negociaciones de la paz de Karlowitz. Šlik fue uno de los vencedores de la guerra en el sur de Hungría, recibió latifundios en las nuevas áreas adquiristas húngaras de la Comissio Neoadcquisita.
El 26 de enero de 1683, Wenzel Ferdinand Popel von Lobkowitz y Maximiliano II Emanuel de Baviera firmaron un tratado de defensa contra Francia y el imperio Otomano. Maximiliano se comprometió a proporcionar ocho mil hombres para subsidios anuales de 250.000 florines en tiempos de paz y 450.000 florines en tiempo de guerra. Además, con 15.000 hombres, se prevenía contra un ataque francés en el frente de Austria y el Tirol. En marzo de 1692 Maximiliano fue a Bruselas como gobernador general español de los Países Bajos españoles. El 20 de junio de 1692 Šlik se convirtió en sargento general. El 6 de febrero de 1699, el hijo de Maximiliano, José Fernando de Baviera, murió en Bruselas. Con esta muerte hubo envenenamiento por agentes del emperador en la corte. Como resultado, Maximiliano retrasó el cumplimiento de sus deberes como condottiere hacia el emperador y regresó a Baviera a fines de abril de 1701. Leopold I ascendió a Šlik a teniente mariscal de campo el 23 de enero de 1700 y en 1702 lo envió a Teresa Cunegunda de Baviera a Múnich. Desde septiembre de 1702 hasta diciembre de 1703 Maximiliano ocupó en un golpe de mano Ulm que formaba parte inmediata del imperio. En marzo de 1703, el general Šlik von Salzburg cruzó la frontera bávara y tomó medidas contra las milicias terrestres del aparentemente renegado Maximiliano. En junio, Maximiliano conquistó Kufstein con 12.600 hombres pero fue derrotado en el puente Pontlatzer, conocido como el Bayrischer Rummel en el Tirol. En ese momento, Claude Louis Hector de Villars, el embajador de Luis XIV, era el oponente de Šlik en la guerra de despachos por la influencia sobre Maximiliano.
A principios de octubre de 1703, el emperador Leopoldo I nombró al teniente general Šlik como comandante en jefe de los ejércitos imperiales en Hungría. Desde el 9 de octubre de 1703, Šlik hizo reunir tropas en Bratislava contra la revuelta de Francis II Rákóczi. El 2 de mayo de 1704 Šlik fue ascendido a general de caballería.
El 13 de agosto de 1704, tuvo lugar la segunda batalla de Höchstädt, tras la cual Maximilianp huyó de Baviera. Como resultado, las tropas imperiales inmediatamente reclutaron tropas en Baviera, lo que condujo al parlamento de Braunau el 25 de diciembre de 1705 y a la masacre de Navidad de Sendling y la batalla de Aidenbach.
El emperador José I ascendió a Šlik a generalkriegskommissar en 1705 con el consentimiento del príncipe Eugenio de Saboya. En este puesto, Šlik trabajó para Carlos Teordoro de Salm y para su cuñado Johann Wenzel Wratislaw von Mitrowitz. Para el estacionamiento de tropas imperiales en los Países Bajos españoles, el príncipe Eugenio solicitó que la carga de estacionamiento se distribuyera por todo el imperio. Este uso de las finanzas imperiales hizo que el comisario general de guerra Šlik respondiera que un millón de francos sería suficiente para alimentar a las tropas imperiales durante los seis meses de invierno y que el príncipe debería esforzarse por persuadir a los holandeses para que se hicieran cargo de la cobertura de todas las necesidades. Asimismo protestó que no había ninguna razón por la que las tropas imperiales en los Países Bajos fueran mejor pagadas que en los otros países. Bajo el emperador Carlos VI, el príncipe Eugenio logró reemplazar a Schlik.
El 15 de junio de 1707 Šlik fue nombreado generalfeldmarschall. Desde el 18 de diciembre de 1711 hasta el 22 de diciembre de 1712 fue el máximo canciller de los países de la Corona de Bohemia y, por tanto, representante de José I en Bohemia.